# 薩摩塔
薩摩塔（さつまとう）は、九州各地に分布する石塔。

## 概要
製作背景に13世紀ごろの九州に於ける中国大陸との交易による影響が指摘されている。
 

## 主な薩摩塔
- 清水の湧水
  - 鹿児島県内で5基、長崎、佐賀、福岡の3県に16基の合計21基が確認されている。
- 首羅山遺跡（福岡県糟屋郡久山町）

## 参考資料
- 中島圭一『謎の石塔「薩摩塔」』放送大学特別講義
- 大木公彦、古澤明、高津孝、橋口亘「薩摩塔石材と中国寧波産の梅園石との岩石学的分析による対比」『鹿児島大学理学部紀要』第42号、11-19頁。
- 井形進『薩摩塔の時空～異形の石塔をさぐる～(2012：花乱社)』